# Specklinia ciliifera
Specklinia ciliifera är en orkidéart som först beskrevs av Carlyle August Luer, och fick sitt nuvarande namn av Carlyle August Luer. Specklinia ciliifera ingår i släktet Specklinia och familjen orkidéer. Inga underarter finns listade i Catalogue of Life.